# ノクターナル・ライツ
ノクターナル・ライツ (Nocturnal Rites)は、スウェーデンのパワーメタルバンド。北欧的なメロディーを軸とし、初期はパワーメタル、現在は疾走曲の少ない正統派メタル寄りの作風となっている。結成当初はデスメタルバンドとして活動していた。

## 音楽的特徴
- 初期の頃（1st - 3rd）はハロウィンなどに代表される明快なパワーメタルを展開していた。特に3rd『セイクリッド・タリスマン』は初期の傑作とされ、日本においては人気が高い。
- 中期の頃（4th - ）から現在のボーカルにスイッチしてからは、メロディアスな面や正統派ヘヴィメタルを軸としつつ、ヘヴィネスを強調した作風へと変貌。この路線に移行してからは日本よりもヨーロッパで注目を浴びることとなる。
- 正統派ヘヴィメタルを軸とする点では、同国のハンマーフォールやロスト・ホライズンなどと比較されることがある。

## メンバー

### 現ラインナップ
- ヨニ―・リンドクヴィスト (Jonny Lindkvist, 1965年8月3日 - ) - リードボーカル (2000- )
- ペル・ニルソン (Per Nilsson) - リードギター (2017- )
- フレドリック・マンベリ (Fredrik Mannberg, 1975年5月27日 - ) - リズムギター/ボーカル (1990- )
クレジット上はリズムギターだが、コンサートではノールベリのお節介等でリードを弾くこともある。
- ニルス・エリクソン (Nils Eriksson, 5月28日 - ) - ベース/ボーカル (1990- )
- オーヴェ・リングヴァル (Owe Lingvall, 1969年 - ) - ドラム (1998- )
PVの監督もしている。

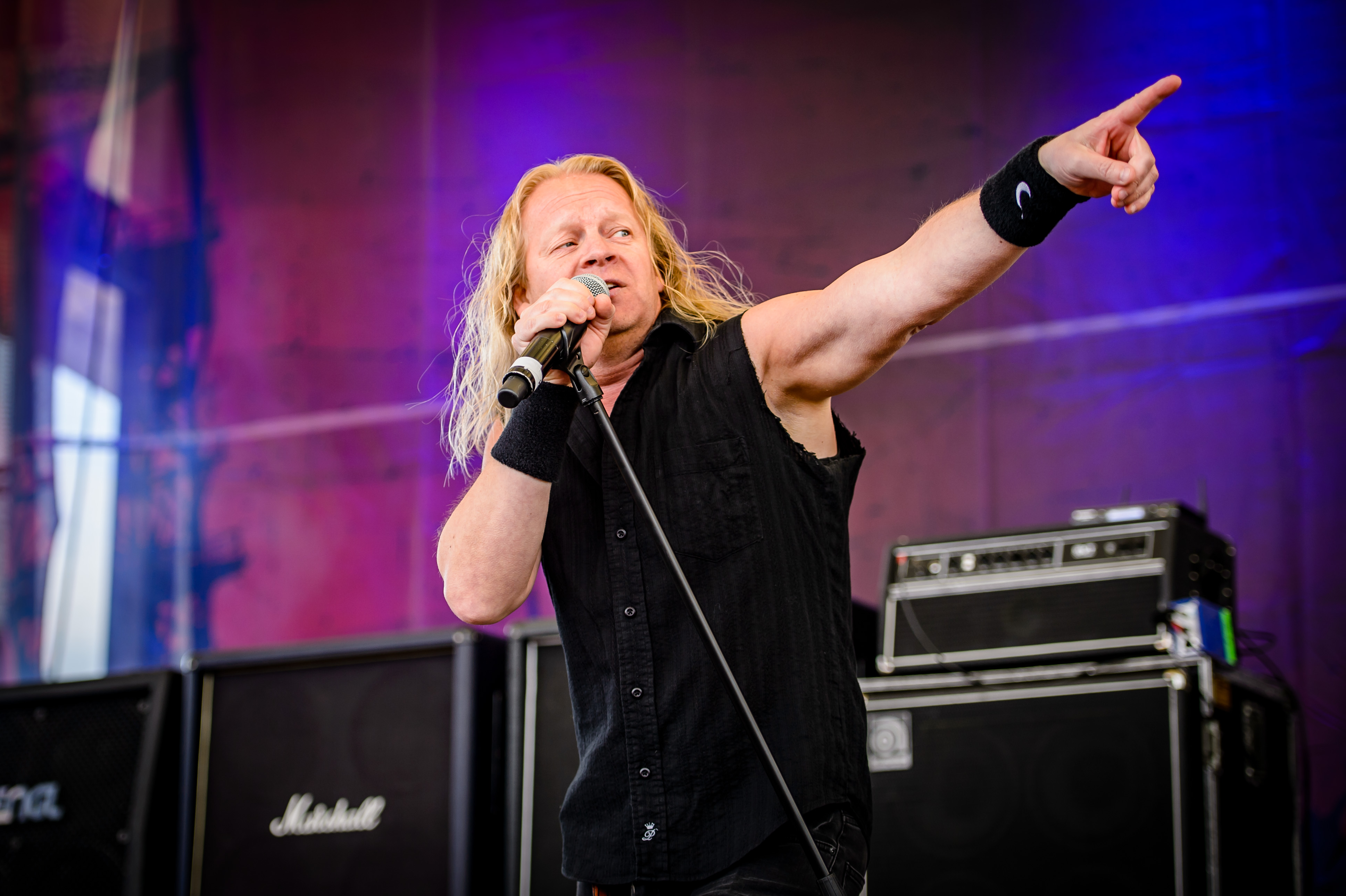
ヨニ―・リンドクヴィスト(Vo) 2018年
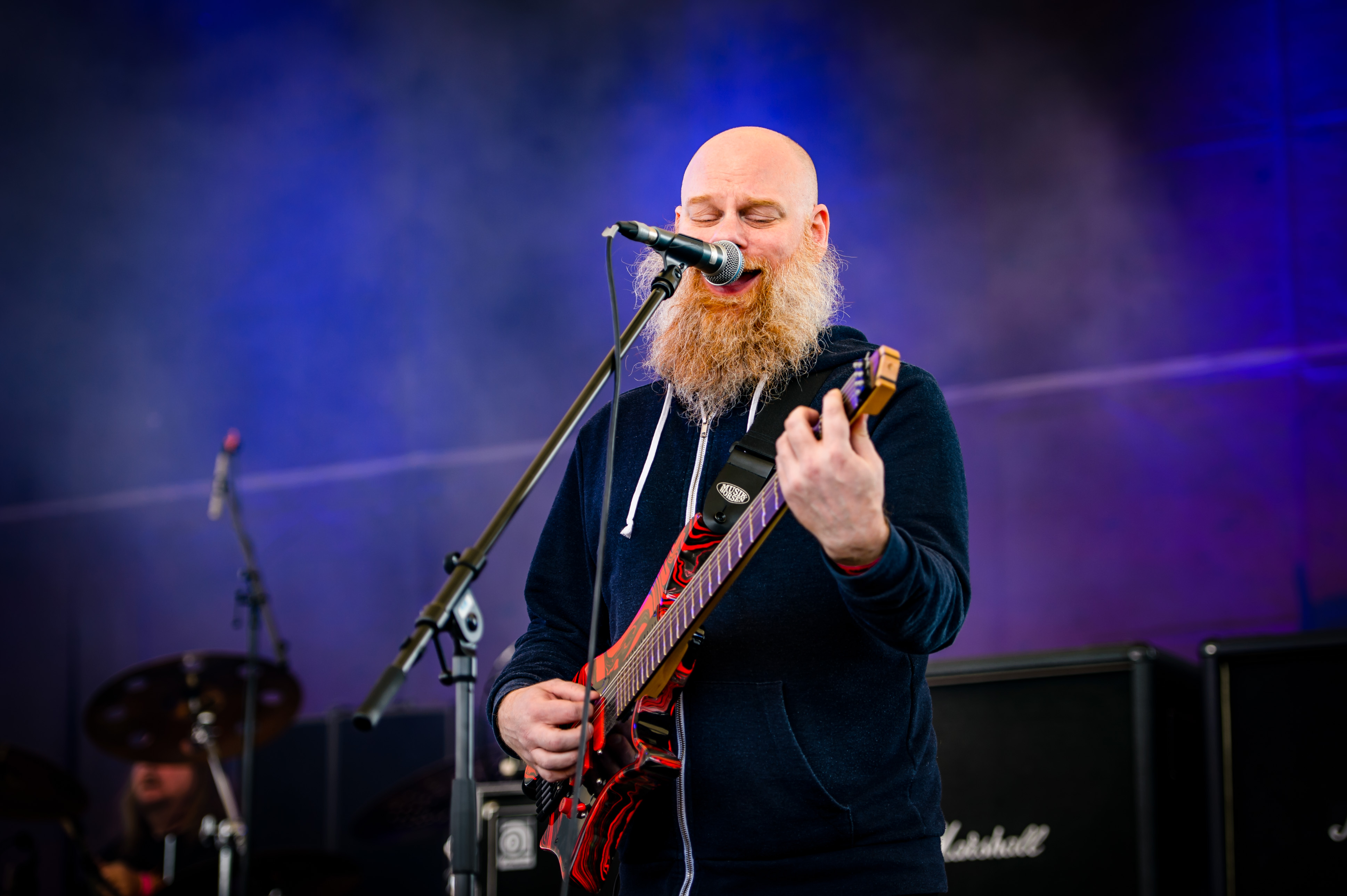
ペル・ニルソン(G) 2018年
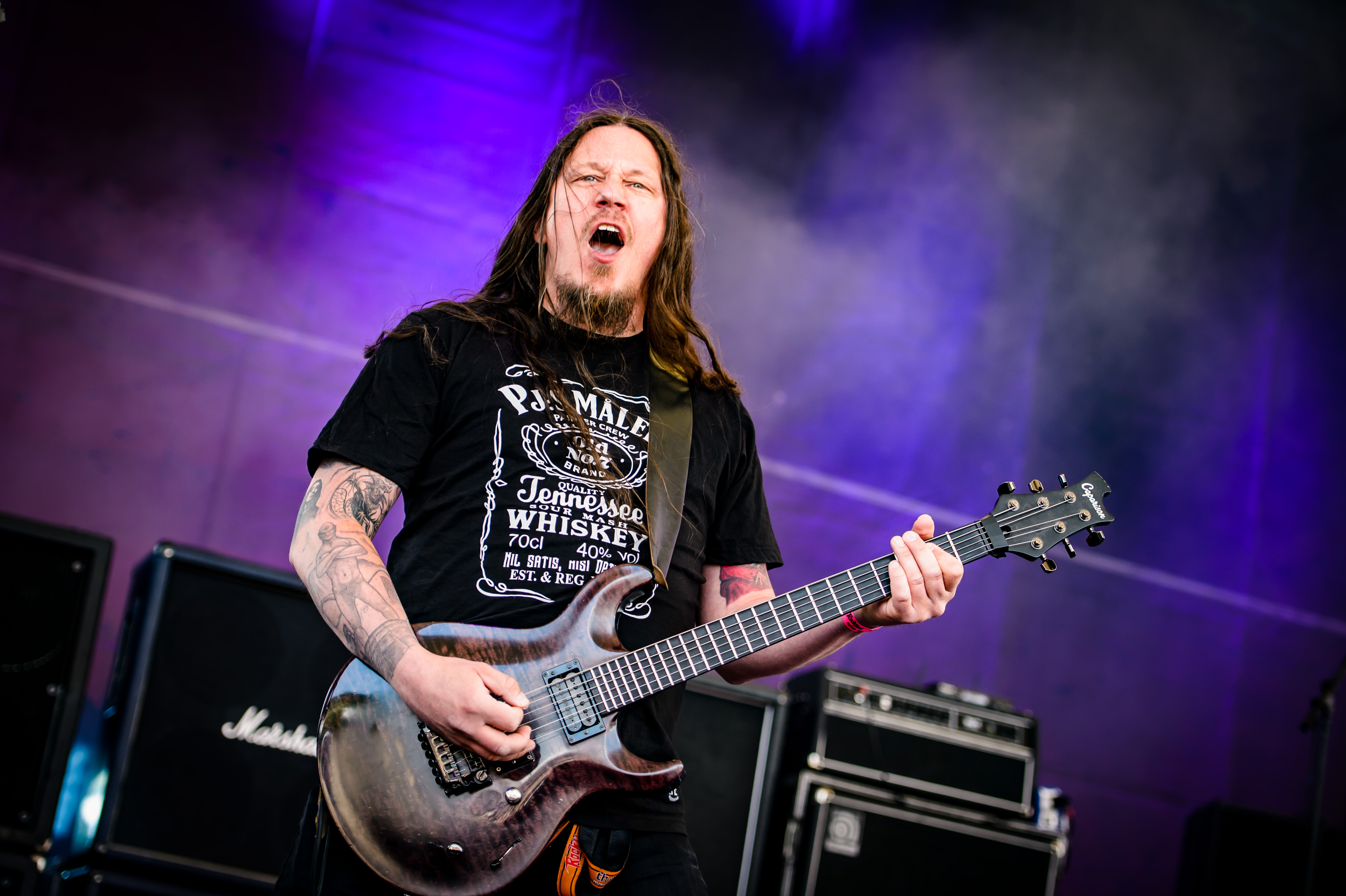
フレドリック・マンベリ(G) 2018年
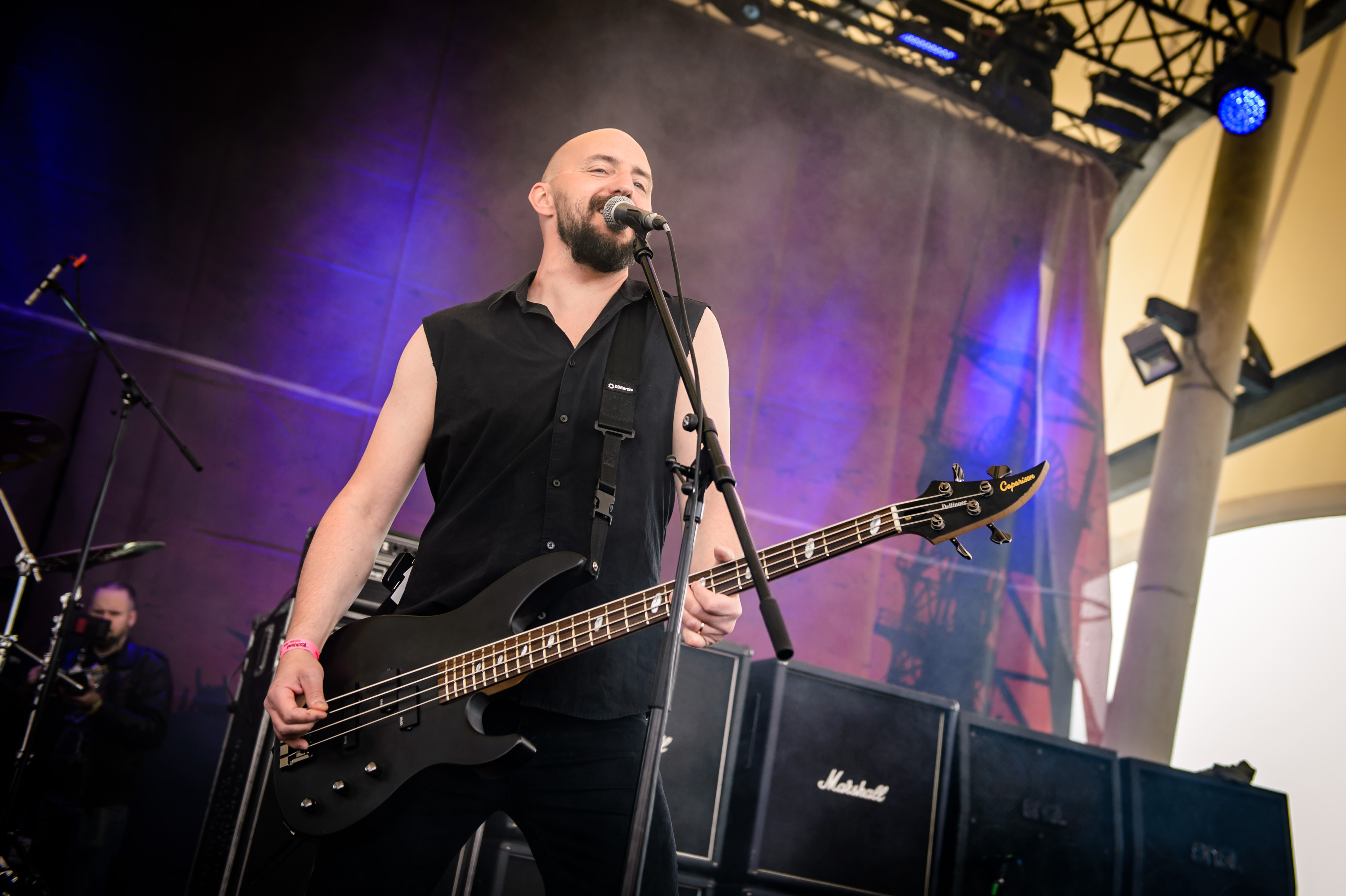
ニルス・エリクソン(B) 2018年
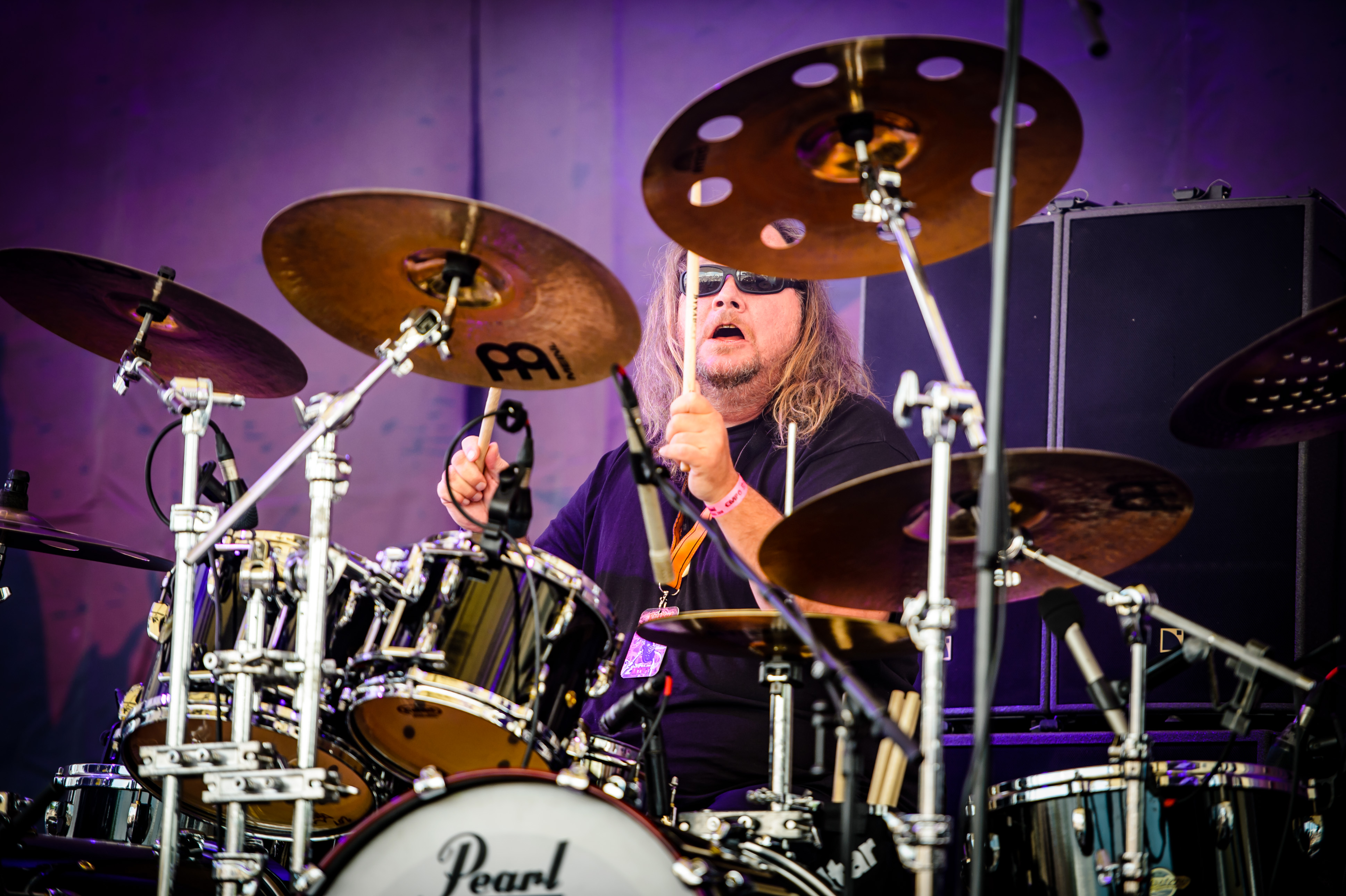
オーヴェ・リングヴァル(Ds) 2018年

### 旧メンバー
- アンデシュ・ザックリソン (Anders Zackrisson) - ボーカル (1993-2000)
- ニルス・ノールベリ (Nils Norberg) - リードギター (1997-2008)
2008年6月21日付けで脱退が発表。理由は自身の音楽活動に対する意欲の薄れ、だという。
- クリス・ローランド (Chris Rörland) - リードギター (2008-2012)
サバトンでギタリストを務める。
- ミカエル・セーデルストローム (Mikael Söderström) - リズムギター (1992-1997)
- マティアス・ベルンハルドソン (Mattias Bernhardsson) - キーボード (1999-2003)
- ウルフ・アンデション (Ulf Andersson) - ドラムス (1992-1998)
ナグルファーでも活動していた。
- トミー・エリクソン (Tommy Eriksson) - ドラムス (1990-1992)
セリオンでギタリストとして活動していた。

## ディスコグラフィー
- 1995 イン・ア・タイム・オヴ・ブラッド・アンド・ファイア　In A Time Of Blood And Fire
- 1997 エンド・オヴ・ザ・ワールド　Tales of Mystery and Imagination
- 1999 セイクリッド・タリスマン　The Sacred Talisman
- 2000 アフターライフ　Afterlife
- 2002 シャドウランド　Shadowland
- 2004 ニュー・ワールド・メシア　New World Messiah
- 2005 ロスト・イン・タイム　Lost In Time　（日本未発）1stと2ndの2枚に4曲とビデオを追加収録
- 2005 グランド・イリュージョン　Grand Illusion
- 2007 第八の罪　The 8th Sin
- 2017 フェニックス　Phoenix

## 日本公演
- 2003年 HAMMERFALL opening act
- 2006年
- 2007年 LOUD PARK 07
- 2018年 EVOKEN FEST 2018